# Niklas Ehrenholz
Niklas „NikkyMouse“ Ehrenholz (* 21. Dezember 1995) ist ein ehemaliger deutscher Pokerspieler. Er gewann 2018 das Main Event der partypoker Grand Prix Million.

## Persönliches
Ehrenholz wuchs in Otter auf. Er ist gelernter Programmierer und lebt im zyprischen Paralimni.

## Pokerkarriere
Ehrenholz begann 2015 mit Cash Games und verfolgte seitdem das Spiel des deutschen Pokertrainers Felix „xflixx“ Schneiders. Nach Ehrenholz’ Umzug nach Köln tauschten sich die beiden auch im echten Leben aus. Ehrenholz, der online unter den Nicknames TaylorG6 (PokerStars) und Nikkymouse (partypoker) spielt, wechselte im Jahr 2016 zu Turnierpoker. Aufgrund schneller Erfolge traf er die Entscheidung, sein Hobby zum Beruf zu machen und spielte anschließend neben Schneiders und Murat „pantau77“ Tülek aus einem Büro im Solution Space am Kölner Dom. Sein Spiel konnte man bis 2021 regelmäßig auf dem Streamingportal Twitch verfolgen, bei dem der Deutsche über 10.000 Follower hat. Im Oktober 2017 qualifizierte er sich über PokerStars für das Main Event des PokerStars Caribbean Adventures auf den Bahamas, bei dem er im Januar 2018 jedoch nicht die Geldränge erreichen konnte. Anfang Juli 2018 gewann Ehrenholz das Main Event der partypoker Grand Prix Million im King’s Resort in Rozvadov und erhielt aufgrund eines Deals am Finaltisch ein Preisgeld von mehr als 185.000 Euro. Im Oktober 2018 war er an gleicher Stelle erstmals bei der World Series of Poker Europe erfolgreich und belegte beim Colossus den 106. Platz, der mit 1515 Euro bezahlt wurde. Seit November 2019 wird der Deutsche von der Onlinepoker-Plattform Natural8 gesponsert. Seine bis dato letzte Live-Geldplatzierung erzielte er im Januar 2020.